# Paullinia sprucei
Paullinia sprucei är en kinesträdsväxtart som beskrevs av J. F Macbride. Paullinia sprucei ingår i släktet Paullinia och familjen kinesträdsväxter. Inga underarter finns listade i Catalogue of Life.